# Consiliencia
Consiliencia es la disposición por la voluntad de unir los conocimientos y la información de distintas disciplinas para crear un marco unificado de entendimiento. Del inglés consilience, la unidad del conocimiento (literalmente un "saltar juntos" del conocimiento), tiene sus raíces en el concepto griego clásico de reglas intrínsecas que gobiernan nuestro cosmos, inherentemente comprensibles mediante el uso de la razón, una visión divergente a las posturas místicas de las culturas variadas que rodeaban a la Helénica. La visión racional fue recuperada durante la alta Edad Media, separada de la teología durante el Renacimiento, y encontró su apogeo en la edad de la Ilustración. Entonces, con la aparición de las ciencias modernas, el sentido de unidad se perdió gradualmente en la creciente fragmentación y especialización del conocimiento de los últimos dos siglos. De esta manera, lo complementario a consiliencia es el Reduccionismo aunque con los nuevos retos del Multiverso.

## Uso moderno
El término consiliencia fue aparentemente acuñado por William Whewell, en La filosofía de las ciencias inductivas, en 1840. En esta síntesis, Whewell explicaba que «la consiliencia de las inducciones surge cuando una inducción, obtenida a partir de una serie de hechos, coincide con una inducción obtenida por otra serie diferente de hechos. De esta manera la consiliencia es una prueba de la verdad de la teoría cuando esto ocurre». El método científico ha pasado a ser casi universalmente aceptado como el método exclusivo para probar el estatus de cualquier teoría o hipótesis científica. Las "inducciones" que surgen desde la aplicación del método científico son, por definición, los únicos indicadores aceptados de consiliencia.
El punto de vista moderno comprende que cada rama del conocimiento estudia un subconjunto de la realidad que depende de factores estudiados en otras ramas. La física atómica subyace a los trabajos de la química, que estudia las propiedades emergentes que por otra parte constituyen las bases de la biología. La psicología no puede ser vista más por separado del estudio de las propiedades emergentes de las interacciones de las neuronas y las sinapsis. La sociología, la economía y la antropología son, a su vez, estudios de las propiedades emergentes de la interacción de incontables individuos humanos. Sobre tales medidas, la sinergia epifenoménica por consiliencia (integración) y reduccionismo (derivación) es convergente a la evidencia en la cognición humana.

## Edward Wilson
El término ha permanecido arrinconado hasta el final del siglo XX, cuando fue revivido notoriamente en Consilience: La unidad del conocimiento, un libro de 1998 del biólogo humanista Edward Osborne Wilson, como intento de tender un puente sobre el abismo cultural entre las ciencias y las humanidades que, a su vez, había sido objeto del libro de C. P. Snow titulado Las dos culturas y la revolución científica, en 1959.
El alegato de Wilson fue que las ciencias, las humanidades y las artes tienen un objetivo común: proporcionar un sentido, comprender los detalles, proporcionar a quienes se preguntan "una convicción, más allá de la mera proposición de trabajo, de que el mundo está ordenado y puede ser explicado por un pequeño número de leyes naturales". Esta es la esencia de la consiliencia. Y por tanto la consiliencia guarda un gran parecido con el reduccionismo.
Un camino paralelo lo representa el término universología, que literalmente significa "la ciencia del universo". La universología fue aclamada por Stephen Pearl Andrews, un anarquista y futurista utópico del siglo XIX, como el estudio de los principios interconectores y de las verdades de todos los dominios del conocimiento.